# TVB (chaîne de télévision)
Pour les articles homonymes, voir TVB.
Television Broadcasts Limited (TVB, ch. trad. : 電視廣播有限公司 ; py : Diànshì guǎngbò yǒuxiàn gōngsī) est un groupe audiovisuel hongkongais fondée en 1967. Elle est basée à Hong Kong.

## Chaînes de télévisions

### Chaînes de télévision terrestres
- TVB Jade
- TVB Pearl
- TVB J2
- TVB News
- TVB Finance Channel

### Chaînes de télévision par câble
- TVB Window
- TVB Entertainment News
- TVBN
- TVBN2
- TVB Drama 1
- TVB Drama 2
- TVB Classic
- TVB Lifestyle
- TVB Kids
- TVBM
- TVB Lifestyle2
- TVB Mainland News
- Super998
- TVB PV Info
- TVB Movies

### Chaînes de télévision internationales
- TVB8 - diffusée en mandarin
- TVB Xinghe
- TVBJ
- TVB DAIFU
- TVB Korea Channel
- Astro Wah Lai Toi (copropriété avec Astro)
- Astro On Demand (copropriété avec Astro)
- TVBS-Europe
- TVB Entertainment
- TVB Vietnam
- Fairchild TV (20 % de la propriété ; copropriété avec Fairchild Group)
- Jadeworld

### Partout à Taiwan (comme pour TVBS)
- TVBS
- TVBS Joy Channel
- TVBS-NEWS
- TVBS-Asia (disponibles au niveau international en Asie et détenue par TVBI Company Limited)